# David Coon
Pour les articles homonymes, voir Coon (homonymie).
David Coon est un homme politique canadien. Il est l’actuel chef du Parti vert du Nouveau-Brunswick, à la suite de son élection remportée avec 131 votes contre 77 pour son adversaire Roy MacMulin. C'est un environnementaliste et il a été directeur général du Conseil de conservation du Nouveau-Brunswick.

## Biographie
David Coon a obtenu un baccalauréat en science de l’Université McGill en 1978.
Après avoir travaillé 5 ans pour le regroupement environnemental Pollution Probe à Toronto, il a déménagé au Nouveau-Brunswick en 1985. Il a ensuite été directeur des politiques, puis directeur général du Conseil de conservation du Nouveau-Brunswick, poste qu'il a conservé jusqu'à son accession à la direction du Parti vert provincial.
Son travail sur la protection de l’eau potable a mené à l’élaboration de la Loi sur l’assainissement de l’eau du Nouveau-Brunswick. En conséquence, le Conservation Council of New Brunswick a été lauréat du prix Global 500 du Programme des Nations unies pour l’environnement. M. Coon a ensuite reçu la médaille d’argent des Prix canadiens de l’environnement pour son travail visant à promouvoir à l’échelle provinciale et nationale les politiques d’intérêt public en matière de changements climatiques.

## Carrière politique
Lors de l'élection provinciale du 22 septembre 2014, il remporte le siège de Fredericton-Sud à l'Assemblée législative. Il devient le deuxième député d'un parti vert élu dans une assemblée provinciale au Canada, après Andrew J. Weaver lors de l'élection britanno-colombienne du mardi 14 mai 2013. Il est réélu dans Fredericton-Sud en 2018 et 2020. Après l'abolition de cette circonscription, il est réélu dans Fredericton-Lincoln en 2024.
M. Coon a réussi à obtenir l’appui de tous les partis pour faire adopter un code de déontologie et d’exercice du mandat parlementaire à l’intention des parlementaires, lequel a été ajouté au Règlement de l’Assemblée législative. M. Coon a aussi fait adopter un projet de loi pour faire en sorte ce que les élèves du système scolaire public découvrent les relations historiques et contemporaines entretenues avec les Premières Nations, ce qui représente la mise en œuvre d’un des appels à l’action de la Commission de vérité et réconciliation.
M. Coon a déposé des projets de loi d’initiative parlementaire visant à améliorer le système d’aide sociale, à renforcer la protection juridique pour les locataires, à permettre aux municipalités d’acheter de l’électricité de producteurs d’énergie renouvelable locaux, à rétablir un accès juste au marché pour les propriétaires de terrains boisés, à mettre fin à l’épandage de glyphosate sur les terres de la Couronne, à rendre le régime d’impôt foncier plus juste, à augmenter la sécurité alimentaire locale, à abaisser l’âge de voter et à protéger la population contre les poursuites frivoles.
À l’Assemblée législative, M. Coon a défendu les causes suivantes : l’amélioration de l’accès aux soins de santé mentale et physique, la lutte contre la pauvreté, la prestation de services de sage-femme, la lutte contre les changements climatiques et un aménagement forestier socialement et écologiquement avisé.
M. Coon a été membre du Comité permanent des prévisions et de la politique budgétaires, du Comité permanent de la procédure, des privilèges et des hauts fonctionnaires de l’Assemblée et du Comité d’administration de l’Assemblée législative. Il a aussi été membre du Comité spécial sur les changements climatiques, dont les recommandations ont constitué la base du Plan d’action sur les changements climatiques du Nouveau-Brunswick.